# کلودیو زی
کلودیو زی (به انگلیسی: Claudio Zei) (زادهٔ ۱۹۵۴) شناگر اهل ایتالیا است.